# Wappen von Ramsberg am Brombachsee
Das Wappen von Ramsberg ist das Hoheitszeichen der ehemaligen Gemeinde Ramsberg, einem heutigen Gemeindeteil des Marktes Pleinfeld im mittelfränkischen Landkreis Weißenburg-Gunzenhausen.

## Blasonierung
„Gespalten von Gold und Rot; vorn eine spitzovale schwarze Hausmarke mit einem schräg nach vorn und unten herausragenden schwarzen Kreuz, hinten ein aufrechter silberner Bischofsstab.“

## Geschichte
Die Gemeinde Ramsberg erhielt am 24. Juni 1965 die Zustimmung zur Führung des Wappens vom Bayerischen Staatsministerium des Innern; die Entschließung unterzeichnete der Innenminister Heinrich Junker. Der Bischofsstab im Wappen geht auf die Lehen der Bischöfe von Regensburg und Eichstätt in Ramsberg zurück. Das schwarze Spitzoval mit seitlich herausragendem Kreuz geht auf das Adelsgeschlecht der Ramsperger zurück.